# Лівінгстон (Алабама)
Лівінгстон (англ. Livingston) — місто (англ. city) в США, в окрузі Самтер штату Алабама. Окружний центр та найбільший населений пункт цього округу. Населення — 3436 осіб (2020).

## Етимологія
Лівінгстон був названий на честь відомого державного діяча і юриста Едварда Лівінгстона.

## Історія
Територія, де тепер знаходиться Лівінгстон, належала індіанцям з племені Чокто. Після договору з індіанцями 1830 року сюди почали переїжджати поселенці з Кароліни та Південної Кароліни, Джорджії, Теннессі, Вірджинії і була створена перша громада у двох кварталах від нинішньої будівлі окружного суду.
У 1833 році була створена комісія з організації округа Самтер. Лівінгстон був обраний центром округу. Незабаром з'явились перша газета «Голос Самтера», чотири школи (в тому числі Лівінгстонська жіноча академія, у даний час — Університет Західної Алабами), будівля суду, і т. ін.
У другій половині дев'ятнадцятого століття, Лівінгстон став широко відомий як курорт з цілющою водою.
На початку двадцятого століття, Лівінгстон продовжував бути добре відомим як курортне містечко. Він залишався центром сонного округу, в основному, з сільським населенням, чисельність якого зменшувалася, аж до початку 1960-х років, коли були зроблені зусилля з активізації міста. Результати виявилися вражаючими — населення зросло майже вдвічі за десять років. Відбулося і відповідне зростання в промисловості і бізнесі.

## Географія
Лівінгстон розташований за координатами 32°35′44″ пн. ш. 88°11′13″ зх. д. / 32.59556° пн. ш. 88.18694° зх. д. (32.595549, -88.186929). За даними Бюро перепису населення США в 2010 році місто мало площу 18,68 км², з яких 18,47 км² — суходіл та 0,22 км² — водойми.

### Клімат
У Лівінгстоні м'яка зима і помірне літо, середня температура Лівінгстона становить 64,5 градуса за Фаренгейтом. Річна кількість опадів становить 55 дюймів, кількість днів вегетації — приблизно 235.

## Демографія
Згідно з переписом 2010 року, у місті мешкало 3485 осіб у 1312 домогосподарствах у складі 721 родини. Густота населення становила 187 осіб/км². Було 1446 помешкань (77/км²).
Расовий склад населення:
| - 63,9 % — чорних або афроамериканців - 34,6 % — білих - 0,3 % — азіатів - 0,1 % — вихідців з тихоокеанських островів - 0,1 % — корінних американців |

До двох чи більше рас належало 0,7 %. Частка іспаномовних становила 0,7 % від усіх жителів.
За віковим діапазоном населення розподілялося таким чином: 19,1 % — особи молодші 18 років, 71,6 % — особи у віці 18—64 років, 9,3 % — особи у віці 65 років та старші. Медіана віку мешканця становила 24,5 року. На 100 осіб жіночої статі у місті припадало 80,7 чоловіків; на 100 жінок у віці від 18 років та старших — 78,5 чоловіків також старших 18 років.
Середній дохід на одне домашнє господарство становив 34 080 доларів США (медіана — 14 426), а середній дохід на одну сім'ю — 54 520 доларів (медіана — 38 542). Медіана доходів становила 80 293 долари для чоловіків та 30 208 доларів для жінок. За межею бідності перебувало 55,2 % осіб, у тому числі 51,2 % дітей у віці до 18 років та 19,3 % осіб у віці 65 років та старших.
Цивільне працевлаштоване населення становило 1043 особи. Основні галузі зайнятості: освіта, охорона здоров'я та соціальна допомога — 42,5 %, мистецтво, розваги та відпочинок — 19,4 %, роздрібна торгівля — 12,3 %, виробництво — 12,3 %.